# Антони Гиза
Анто̀ни Гѝза (на полски: Antoni Giza) е полски учен, професор, доктор на историческите науки.

## Биография
Роден е в Обле, Полша на 13 юни 1947 г. Завършва история във Варшавския университет (1975). През 1978 г. защитава докторска дисертация. През 1985 г. се хабилитира в Гданския университет.
Специалист е по обща история на Балканите и Полша от XIX и XX век. Теми на изследванията му са общославянските течения (славянофилство, панславизъм, история на България от ХІХ–ХХ век, македонски въпрос, югославизъм, неославизъм), както и отношенията на Полша с останалите славянски страни и народи. Автор е на 21 книги.
Награден е със Златен кръст за заслуги и Кавалерски кръст на Ордена на възродена Полша. Ръководител на Катедрата по история на Централна и Източна Европа в Шчечинския университет. Получава званието почетен доктор на Югозападния университет „Неофит Рилски“ в Благоевград през 2002 г. Чуждестранен член е на Македонския научен институт.
Умира в Шчечин на 10 март 2005 г.

## Трудове
- Słowianofile rosyjscy wobec kryzysu bałkańskiego 1875 – 1878 (1982)
- Neoslawizm i Polacy 1906 – 1910 (1984)
- Idea jugoslawizmu w latach 1800 – 1918 (1992)
- Polaczkowie i Moskale: wzajemny ogląd w krzywym zwierciadle (1800 – 1917) (1993)
- Narodziny i rozpad Jugosławii (1994)
- Ziemie macedońskie na przełomie XIX i XX wieku (1996)
- Chłopi polscy na wyspach duńskich (1893 – 1939) (1999)
- Narodowe i polityczne dążenia Chorwatów w XIX i na początku XX wieku (2001)
- Bośnia i Hercegowina w dobie tureckiego i austriackiego panowania (1800 – 1914) (2002)
- Wojny bałkańskie 1912 – 1913 roku: aspekty polityczne i militarne: (początki niewoli Bułgarów w Macedonii Egejskiej i Wardarskiej) (2002)
- Bułgaria i problem macedoński od początku XVII do lat trzydziestych XX wieku (2003)
- Islandia w obiektywie Antoniego Gizy. (2003)
- Barwy Syberii z daleka i bliska: retrospekcje (2004)
- Słowacja przełomu XIX i XX wieku w opisach polskich podróżników (2004)

На български
- „Балканските държави и Македонският въпрос“, Македонски научен институт, София, 2001.